# Brüderkrankenhaus St. Josef Paderborn

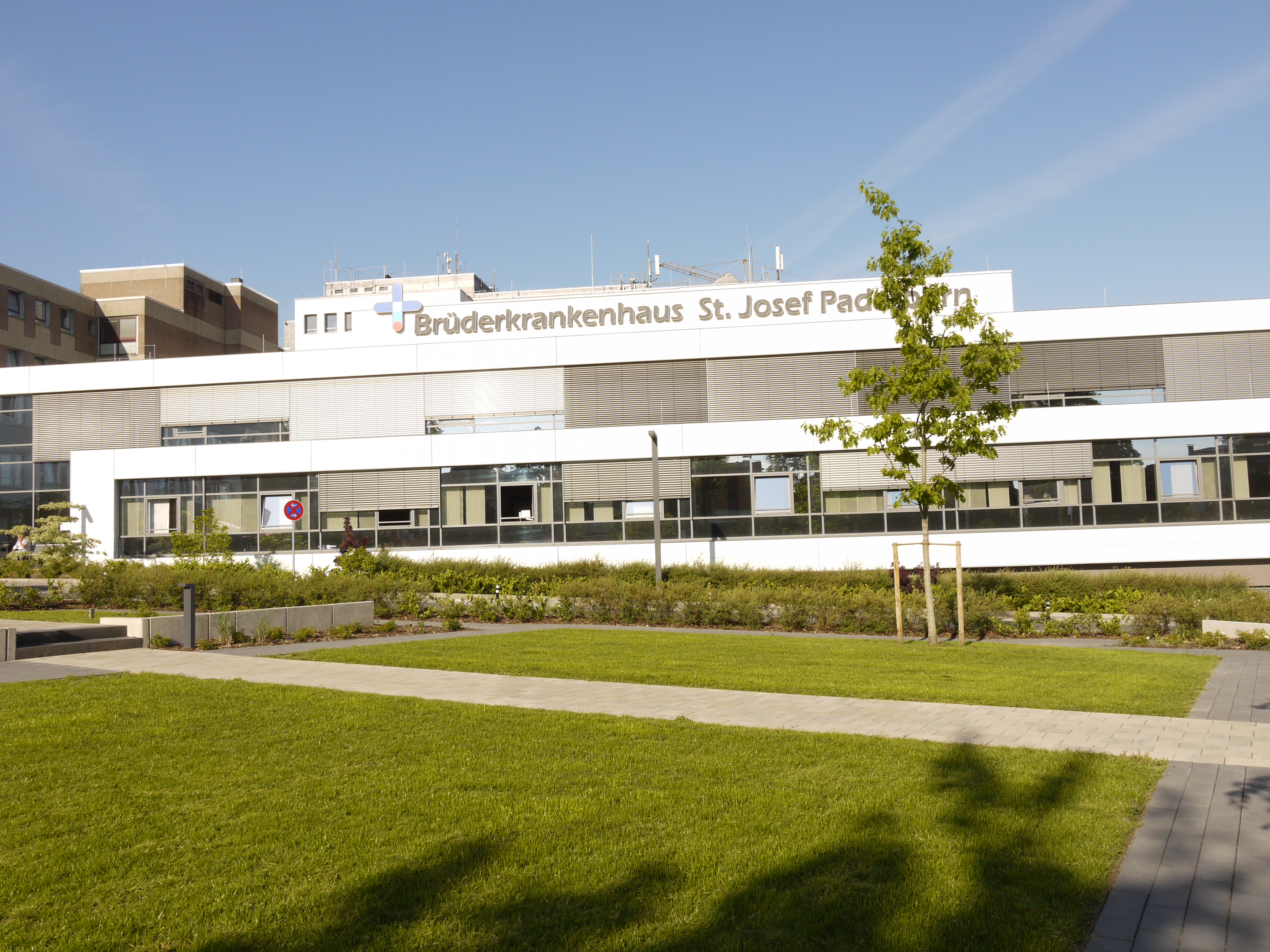
Brüderkrankenhaus

Das Brüderkrankenhaus St. Josef Paderborn ist ein Anbieter von Krankenhaus- und Gesundheitsleistungen in Paderborn. Rund 1.200 Mitarbeitende aus Medizin, Pflege und Therapie versorgen jährlich etwa 20.000 stationäre und 50.000 ambulante Patienten in 14 Fachkliniken mit insgesamt 439 Betten und mehreren fachübergreifenden Kompetenzzentren. Schwerpunkte bilden die Versorgung von Patienten mit Krebserkrankungen, die Behandlung von Erkrankungen des Bewegungsapparates und Skelettsystems, sowie von Herz-, Lungen- und Kreislauferkrankungen. Das Brüderkrankenhaus St. Josef Paderborn ist eine Einrichtung der BBT-Gruppe (Barmherzige Brüder Trier gGmbH) mit Sitz in Koblenz. Des Weiteren gehören zum Unternehmensverbund das Zentrum für Krankenhauslogistik und Klinische Pharmazie, paderlog, sowie mehrere Medizinische Versorgungszentren unterschiedlichster Fachrichtungen. Das Krankenhaus kooperiert eng mit dem St.-Marien-Hospital in Marsberg.

## Geschichte
Am 21. Juni 1850 gründete Peter Friedhofen die Kongregation der Barmherzigen Brüder von Maria-Hilf. Der Paderborner Bischof Wilhelm Schneider veranlasste, dass am 2. April 1894 vier Brüder aus dem Trierer Mutterhaus zur Ausübung der ambulanten Krankenpflege nach Paderborn kamen. Nachdem die Brüder zunächst in angemieteten Zimmern an der Detmolder Straße 8 die Kranken pflegten, reifte aufgrund der großen Inanspruchnahme der Plan, ein Krankenhaus zu bauen. 1897 kaufte der Generalobere Bruder Theodor ein etwa 46.000 m² großes Grundstück an der Husener Straße. Am 1. April 1904 wurde der Neubau mit der Weihe der Kapelle durch Prälat Alstädt in Betrieb genommen. Bruder Camillus Blase war der erste Vorsteher der zunächst 21 Professbrüder und eines Novizen, die die Krankenpflege übernahmen.
Ab 1937 unterstützten die Missionsschwestern vom Kostbaren Blut aus Neuenbeken die Brüder. Während des Zweiten Weltkrieges fungierte das Krankenhaus als Lazarett und wurde bei den Bombenangriffen auf Paderborn bis zum 1. Stock völlig zerstört. Nach raschem Wiederaufbau wurde das Krankenhaus sukzessive erweitert. 1966 übernahmen die Schwestern vom Kostbaren Blut die Trägerschaft des Hauses, bis am 1. Januar 1996 wieder ein Brüderkonvent in Paderborn gegründet wurde und die Barmherzigen Brüder die Trägerschaft des Hauses übernahmen.

## Struktur
14 Kliniken:
- Klinik für Kardiologie
- Klinik für Pneumologie und Allgemeine Innere Medizin
- Klinik für Hämatologie und Onkologie
- Klinik für Allgemein- und Viszeralchirurgie
- Klinik für Thoraxchirurgie
- Klinik für Unfall-, Hand- und Wiederherstellungschirurgie
- Klinik für Orthopädie, orthopädische Chirurgie und Sportmedizin
- Klinik für Gastroenterologie
- Klinik für Urologie und Kinderurologie
- Klinik für Diagnostische und Interventionelle Radiologie
- Klinik für Nuklearmedizin
- Klinik für Strahlentherapie
- Klinik für Anästhesiologie, operative Intensivmedizin und Schmerztherapie
- Klinik für Wirbelsäulenchirurgie
- Belegabteilung für HNO

Zertifizierte Zentren:
- Darmkrebszentrum
- Endoprothetikzentrum der Maximalversorgung
- Kontinenzzentrum
- Lungenkrebszentrum
- Onkologisches Zentrum
- Prostatakarzinomzentrum
- Thoraxchirurgisches Zentrum
- Regionales Traumazentrum (Mitglied im Traumanetzwerk OWL)

## Ausbildung
Das Brüderkrankenhaus St. Josef ist akademisches Lehrkrankenhaus der Georg-August-Universität Göttingen und Standort einer Schule für Gesundheitsfachberufe mit 125 Ausbildungsplätzen für die Gesundheits- und Krankenpflege.